# Horácio José de Sá Viana Rebelo
Horácio José de Sá Viana Rebelo GOC • GCC • OA • ComA • GOA • GCA • MOSD (Lisboa, 22 de Novembro de 1910 - Lisboa, 25 de Janeiro de 1995) foi um militar, político, administrador colonial português e dirigente desportivo.

## Biografia
Era filho de Domingos Augusto Rebelo e de sua mulher Maria da Conceição de Sá Viana. Teve como irmãos Fernando de Sá Viana Rebelo e Augusto de Sá Viana Rebelo. Casou-se em 1934 com Maria da Soledade Bebiano Correia de Carvalho, neta materna do 1.º Visconde de Castanheira de Pera. Teve como filhos Maria Helena Bebiano de Sá Viana pelo casamento de Almeida Coutinho, Pedro Bebiano de Sá Viana Rebelo e Rui Bebiano de Sá Viana Rebelo.
Em 1934 concluiu o Curso de Engenharia na Escola Militar. Posteriormente, de 1943 a 1946, fez o Curso do Estado-Maior, e em 1959 o Curso de Altos Comandos, tendo ascendido à categoria de General do Exército Português em 1964, passando à Reserva em 1973 e à Reforma em 1980.
Exerceu o cargo de Alto Comissário e de governador-geral da Província de Angola entre 10 de Janeiro 1956 e 15 de Janeiro de 1960, tendo sido antecedido por Manuel de Gusmão Mascarenhas Gaivão e sucedido por Álvaro Rodrigues da Silva Tavares.
Foi presidente do Sporting Clube de Portugal de 10 de Maio de 1963 a 28 de Maio de 1964. O mandato deveria terminar a 28 de Abril de 1964 mas foi prolongado até 28 de Maio para conquistar a única competição europeia da história do clube: a Taça das Taças.
A Rua Horácio Rebelo, em Castanheira de Pera, Castanheira de Pera, recebeu o seu nome.

## PercursoMilitar
- Assenta Praça (1930)
- Alferes (1931)
- Tenente (1932)
- Capitão (1943)
- Major (1947)
- Tenente-Coronel (1952)
- Coronel (1957)
- Brigadeiro (1960)
- General (1964)

Ao longo da sua carreira exerceu inúmeros e importantes cargos Militares e Civis, dos quais se destacam:
- Professor da Escola Prática de Engenharia (1935-40)
- Membro da Missão Portuguesa de Observação durante a Guerra Civil Espanhola (1937)
- Professor na Escola do Exército e no Curso do Estado-Maior da Academia dos Altos Estudos Militares (1944-9)
- Nomeado pelo Governo Português para frequentar o Curso do Estado-Maior de Espanha (1946-7)
- Professor do Curso do Estado-Maior (1947-50)
- Chefe do Estado-Maior da Legião Portuguesa (1947-50)
- Deputado da Nação pelo Círculo Eleitoral de Leiria à Assembleia Nacional nas IV, V e VI Legislaturas, fazendo parte das Comissões de Defesa Nacional, Obras Públicas e Comunicações (1945-55)
- Subsecretário de Estado do Exército (1950-5)
- Governador-Geral de Angola (1956-9)
- Director do Curso de Promoção a Oficial Superior no Instituto de Altos Estudos Militares (1960-1)
- Professor do Curso de Altos Comandos Militares (1962-3)
- Presidente do Sporting Clube de Portugal (1963-4)
- Director da Arma de Transmissões (1963-4)
- Vice-Chefe do Estado-Maior do Exército (1963-4)
- Ministro da Defesa Nacional (1968-73)
- Ministro da Defesa Nacional e do Exército (1968-71)
- Presidente da Companhia Nacional de Electricidade (1973-4)
- Presidente da Assembleia-Geral da "Revista Militar" (1991-3)

Colaborou em diversas revistas Militares e publicou trabalhos sobre Geografia militar.

### Condecorações[4]
Ao longo da sua carreira obteve diversos louvores e foi agraciado com dezasseis condecorações nacionais e estrangeiras, das
quais se destacam:
- Oficial da Ordem Militar de São Bento de Avis de Portugal (22 de Outubro de 1945)
- Excelentíssimo Senhor Grã-Cruz da Ordem do Mérito Militar de Espanha (? de ? de 19??)
- Comendador da Ordem Militar de São Bento de Avis de Portugal (23 de Outubro de 1950)
- Grande-Oficial da Ordem Militar de Nosso Senhor Jesus Cristo de Portugal (15 de Junho de 1955)
- Medalha de Ouro de Serviços Distintos de Portugal (? de ? de 19??)
- Grande-Oficial da Ordem Militar de São Bento de Avis de Portugal (22 de Maio de 1967)
- Grã-Cruz da Ordem Militar de São Bento de Avis de Portugal (23 de Outubro de 1967)
- Grã-Cruz da Ordem Militar de Nosso Senhor Jesus Cristo de Portugal (22 de Maio de 1971)

## Obra publicada
Em 1961 escreveu e publicou o livro Angola na África deste Tempo.

## Intervenções Parlamentares
Enquanto Deputado da Nação pelo Círculo Eleitoral de Leiria à Assembleia Nacional:
IV Legislatura (1945-1949)
- 1.ª Sessão Legislativa (1945-1946): Fala sobre a proposta de lei de autorização de receitas e despesas para 1946. Refere-se ao movimento de 7 de Fevereiro, fazendo considerações de ordem política e social.
- 2.ª Sessão Legislativa (1946-1947): Não regista intervenções.
- 3.ª Sessão Legislativa (1947-1948): Não regista intervenções.
- 4.ª Sessão Legislativa (1948-1949): Discute a proposta do lei que introduz alterações na lei do recrutamento e serviço militar. Esclarece que a Comissão de Defesa Nacional concorda com os primeiros quatro artigos da proposta de lei que faz algumas alterações à lei do recrutamento e serviço militar e explica a proposta de substituição da mesma Comissão do corpo do artigo 5.º da referida proposta de lei, justificando ainda e explicando, em nome da Comissão diversos artigos da mesma proposta de lei.

V Legislatura (1949-1953)
- 1.ª Sessão Legislativa (1949-1950): Refere-se ao embarque para os nossos portos da Índia e Macau do «Folar do expedicionário», iniciativa feliz da Mocidade Portuguesa e da Cruz Vermelha, e fala de noticias tendenciosas de jornais publicadas no estrangeiro. Discute

as Contas Gerais do Estado e as da Junta do Crédito Público, ambas de 1948.
- 2.ª Sessão Legislativa (1950-1951): Mandato suspenso por integrar o Governo.
- 3.ª Sessão Legislativa (1951-1952): Mandato suspenso por integrar o Governo.
- 4.ª Sessão Legislativa (1952-1953): Mandato suspenso por integrar o Governo.

VI Legislatura (1953-1957)
- Não toma posse, por incompatibilidade com as funções desempenhadas.